# Papagomys
Papagomys é um gênero de roedores da família Muridae.

## Espécies
- Papagomys armandvillei (Jentink, 1892)
- †Papagomys theodorverhoeveni Musser, 1981